# Eupithecia canchasae
Eupithecia canchasae es una especie de polilla de la familia Geometridae. La especie fue descrita por primera vez por András Mátyás Vojnits habiendo sido descrita en 1992, con distribución en Chile. El holotipo de la especie fue descrita en los alrededores de Acuelo, sector Las Canchas (de donde la especie obtiene su nombre).

## Descripción
Las alas anteriores son relativamente angostas y atenuadas con una longitud promedio de 7,5 milímetros (0,3 plg) en los machos. Se han registrado adultos volando en diciembre.